# Хёрбат

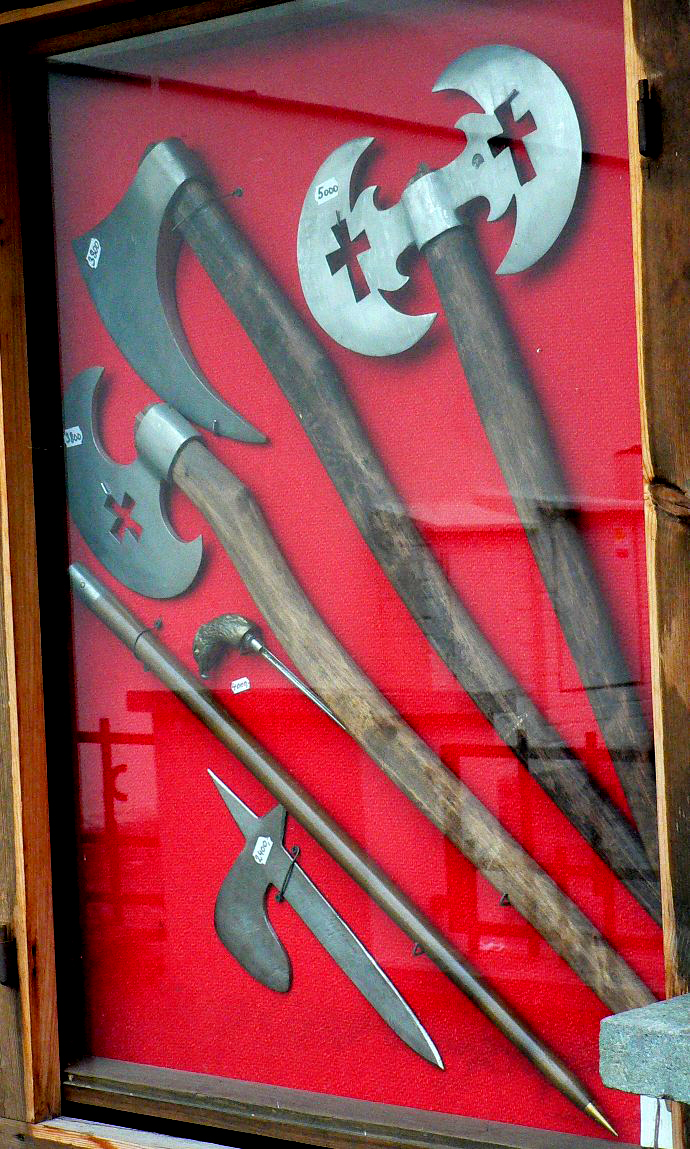
Снизу на витрине — реплика хёрбата

Хёрбат (англ. hurlbat [ˈhɜːlbæt], дословно — «метательная бита, метательная летучая мышь») или уо́лбат (англ. whirlbat, whorlbat [ˈwə:lbæt], дословно — «вращающаяся бита, вращающаяся летучая мышь») — европейское средневековое метательное оружие, представляющее собой небольшой цельнометаллический, часто грубо сделанный топорик, без какого-либо покрытия рукоятки. Кроме лезвия топора имеет ещё два заточенных отростка в верхней части и заточку на конце рукоятки. Такая конструкция позволяет оружию поражать цель в любом положении наподобие африканских метательных клинков, чакр или сюрикенов. Изготовлялся из стали толщиной около 6 мм (1/4 дюйма). Был популярен с середины 1400-х до середины 1600-х годов. Применялся как для поражения одиночной цели, так и для забрасывания плотных групп противника.
По малоизвестности с хёрбатом может сравниться другое средневековое метательное оружие — метательный крест.
Признаком повышения интереса к хёрбату в настоящее время можно считать факт производства его реплик и использование в сфере развлечений.

## История термина

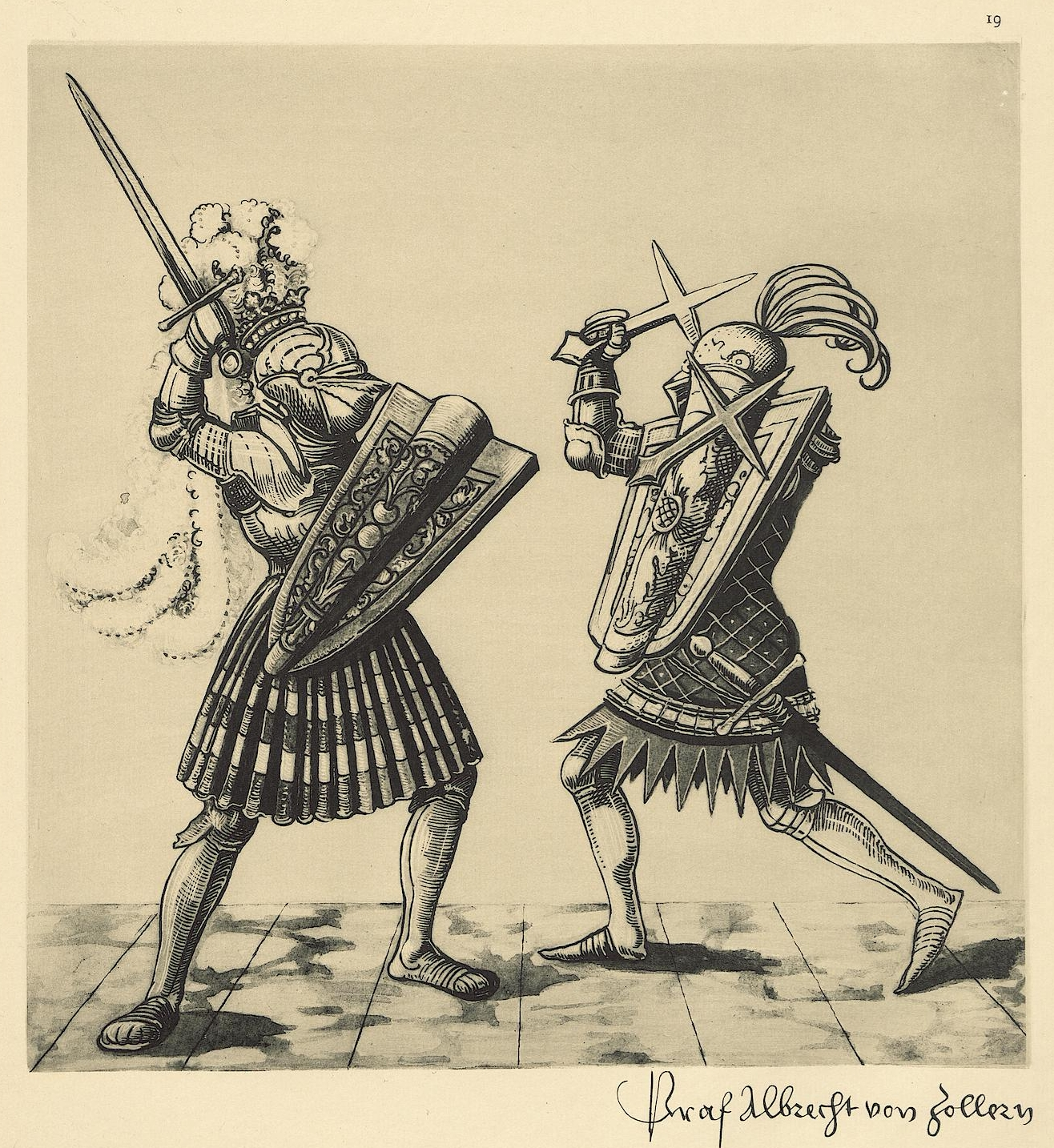
Метательные кресты в рыцарском поединке. Гравюра из турнирной книги императора Максимилиана I «Фрейдаль» (1512—1515 гг.)

- Возможно, первоначально этот термин относился к булаве или дубинке, которым могло придаваться вращательное движение, с последующим метанием или даже без него[1][2].

## Другие значения
- Hurlbat, whirlbat — круговые движения для увеличения силы удара (от англ. hurl — резко бросать, швырять; англ. whirl — вращаться, вертеть; плюс англ. bat — бита. Буквально — резко бить, бить с вращением).
- Hurlbat, whirlbat, whorlbat — поэтическое название для «цестусов», разнообразной конструкции древнегреческих и древнеримских боксёрских перчаток из кожаных ремней с утяжелением свинцом или железом для придания силы удару и увеличения его травматичности (англ. hurlbat; whirlbat; whorlbat, дословно — «бита-завитушка»).
- Hurlebat, Hurlbatt, Hurlbutt, Hurlbut, Harlbut — малораспространённая средневековая английская фамилия, имевшая хождение преимущественно в Эссексе, Хэмпшире, Беркшире, Суррее и Лестершире.[3]